# Eskilsryd
Eskilsryd är en bebyggelse nordost om Borås i Brämhults socken i Borås kommun. Från 2015 avgränsade SCB här en småort. Vid avgränsningen 2020 hade bebyggelsen väst ihop med tätorten Borås och småorten av registrerades